# Waterlozen
Waterlozen is een natuurgebied van 2 ha in de Belgische gemeente Heusden-Zolder. Het ligt ten oosten van het gehucht Bolderberg en ten westen van het recreatiepark Heidestrand. Waterlozen vormt de overgang tussen het natuurgebied Bolderberg en het Vogelzangbos in het noorden en de natuurgebieden Kolberg en Wijvenheide in het zuiden.
Het gebied bestaat uit vochtige graslanden waarin onder meer de brede orchis groeit. Door het achterwege blijven van beheer trad er echter verruiging op. Waterlozen wordt beheerd door Limburgs Landschap vzw.